# Allessia Claes
Allessia Claes, née le 19 novembre 1981 à Hasselt, est une femme politique belge, membre de la Nieuw-Vlaamse Alliantie (N-VA).

## Biographie
Allessia Claes nait le 19 novembre 1981 à Hasselt.
Lors des élections régionales de 2019, elle est élue députée au Parlement flamand. Elle est nommée sénatrice désigné par le Parlement flamand pour la législature 2019-2024.
Elle redevient sénatrice en tant que membre cooptée par le Nieuw-Vlaamse Alliantie le 12 décembre 2024 pour la législature 2024-2029 en remplacement de Gilles Verstraeten.